# Chudyjowce
Chudyjowce – wieś na Ukrainie w rejonie czortkowskim (do 2020 borszczowskim) należącym do obwodu tarnopolskiego, położona nad rzeką Niczławą.